# Bihardiószeg község
Bihardiószeg község (románul: Comuna Diosig) község Bihar megyében, Romániában. Központja Bihardiószeg, hozzá tartozik Jankafalva.

## Népessége
A 2011-es népszámlálás adatai alapján a község népessége 6816 fő volt.

## Története
2003-ban Biharfélegyháza, Biharvajda és Félegyházi Újtelep falvak átkerültek az újonnan létrehozott Biharfélegyháza községhez.